# Нацилопети
Нацилопети (груз. ნაწილოფეთი) — село в Грузии, на территории Самтредского муниципалитета края (мхаре) Имеретия.

## География
Село находится в западной части Грузии, на правом берегу реки Хевисцкали, на расстоянии 17 километров к юго-юго-востоку от города Самтредиа, административного центра муниципалитета. Абсолютная высота — 313 метров над уровнем моря.

## Население
По результатам официальной переписи населения 2014 года, в Нацилопети проживало 29 человек (16 мужчин и 13 женщин). В национальной структуре населения грузины составляли 100 %.
| Год  | Население, человек |
| ---- | ------------------ |
| 2002 | 41                 |
| 2014 | ↘ 29               |